# Lasioptera populnea
Lasioptera populnea är en tvåvingeart som beskrevs av Wachtl 1883. Lasioptera populnea ingår i släktet Lasioptera och familjen gallmyggor. Inga underarter finns listade i Catalogue of Life.

## Bildgalleri

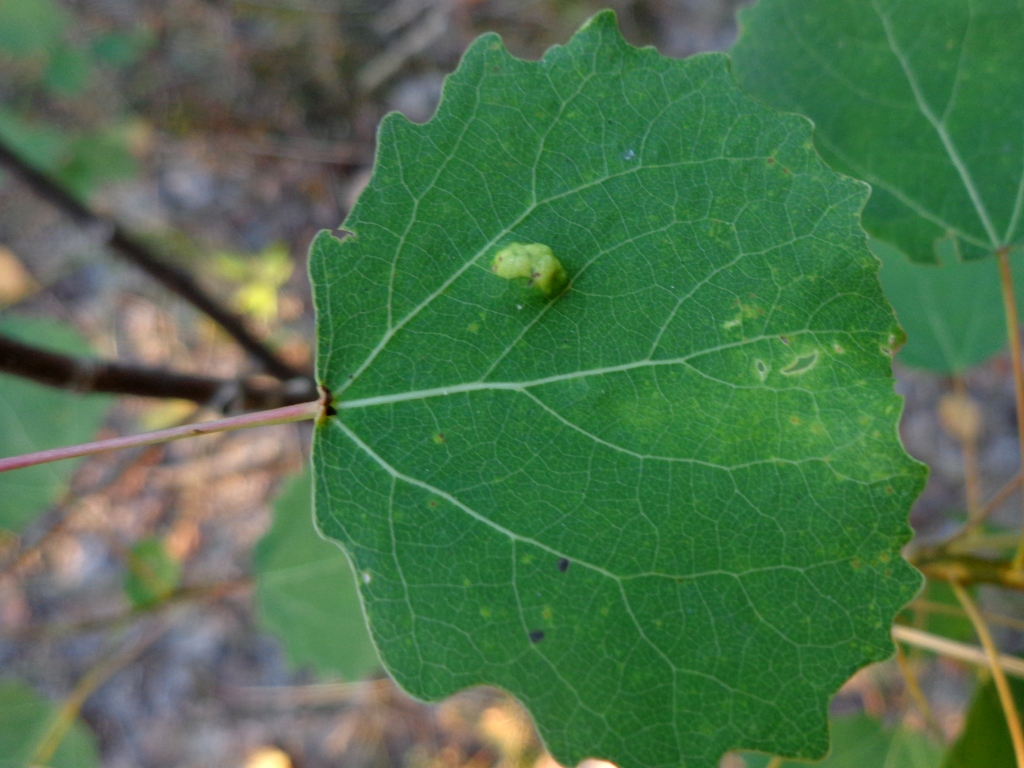